# Battle for the Sun
Battle for the Sun is het zesde studioalbum van de rockband Placebo. Het werd uitgebracht in 2009 en was het eerste album met de nieuwe drummer Steve Forrest.
Van het album verscheen ook een luxe-editie met een The Making of-dvd. De band nam het album in drie maanden tijd op samen met producer David Bottrill.

## Lijst van nummers
1. Kitty Litter
2. Ashtray Heart
3. Battle for the Sun - 5:32 (Brian Molko, Stefan Olsdal)
4. For What It's Worth - 2:47 (Brian Molko, Stefan Olsdal)
5. Devil in the Details
6. Bright Lights
7. Speak in Tongues
8. The Never-Ending Why
9. Julien
10. Happy You're Gone
11. Breathe Underwater
12. Come Undone
13. Kings of Medicine
14. In A Funk (bonus track Japan)

## Hitnotering
| "Battle for the Sun" in de Nederlandse Album Top 100 - binnen: 13-06-2009 | "Battle for the Sun" in de Nederlandse Album Top 100 - binnen: 13-06-2009 | "Battle for the Sun" in de Nederlandse Album Top 100 - binnen: 13-06-2009 | "Battle for the Sun" in de Nederlandse Album Top 100 - binnen: 13-06-2009 | "Battle for the Sun" in de Nederlandse Album Top 100 - binnen: 13-06-2009 | "Battle for the Sun" in de Nederlandse Album Top 100 - binnen: 13-06-2009 | "Battle for the Sun" in de Nederlandse Album Top 100 - binnen: 13-06-2009 | "Battle for the Sun" in de Nederlandse Album Top 100 - binnen: 13-06-2009 | "Battle for the Sun" in de Nederlandse Album Top 100 - binnen: 13-06-2009 | "Battle for the Sun" in de Nederlandse Album Top 100 - binnen: 13-06-2009 | "Battle for the Sun" in de Nederlandse Album Top 100 - binnen: 13-06-2009 | "Battle for the Sun" in de Nederlandse Album Top 100 - binnen: 13-06-2009 | "Battle for the Sun" in de Nederlandse Album Top 100 - binnen: 13-06-2009 | "Battle for the Sun" in de Nederlandse Album Top 100 - binnen: 13-06-2009 | "Battle for the Sun" in de Nederlandse Album Top 100 - binnen: 13-06-2009 | "Battle for the Sun" in de Nederlandse Album Top 100 - binnen: 13-06-2009 | "Battle for the Sun" in de Nederlandse Album Top 100 - binnen: 13-06-2009 | "Battle for the Sun" in de Nederlandse Album Top 100 - binnen: 13-06-2009 | "Battle for the Sun" in de Nederlandse Album Top 100 - binnen: 13-06-2009 | "Battle for the Sun" in de Nederlandse Album Top 100 - binnen: 13-06-2009 | "Battle for the Sun" in de Nederlandse Album Top 100 - binnen: 13-06-2009 | "Battle for the Sun" in de Nederlandse Album Top 100 - binnen: 13-06-2009 | "Battle for the Sun" in de Nederlandse Album Top 100 - binnen: 13-06-2009 | "Battle for the Sun" in de Nederlandse Album Top 100 - binnen: 13-06-2009 |
| Week                                                                      | 01                                                                        | 02                                                                        | 03                                                                        | 04                                                                        | 05                                                                        | 06                                                                        | 07                                                                        | 08                                                                        | 09                                                                        | 10                                                                        | 11                                                                        | 12                                                                        | 13                                                                        | 14                                                                        | 15                                                                        |                                                                           | 16                                                                        | 17                                                                        |                                                                           | 18                                                                        |                                                                           | 19                                                                        |                                                                           |
| ------------------------------------------------------------------------- | ------------------------------------------------------------------------- | ------------------------------------------------------------------------- | ------------------------------------------------------------------------- | ------------------------------------------------------------------------- | ------------------------------------------------------------------------- | ------------------------------------------------------------------------- | ------------------------------------------------------------------------- | ------------------------------------------------------------------------- | ------------------------------------------------------------------------- | ------------------------------------------------------------------------- | ------------------------------------------------------------------------- | ------------------------------------------------------------------------- | ------------------------------------------------------------------------- | ------------------------------------------------------------------------- | ------------------------------------------------------------------------- | ------------------------------------------------------------------------- | ------------------------------------------------------------------------- | ------------------------------------------------------------------------- | ------------------------------------------------------------------------- | ------------------------------------------------------------------------- | ------------------------------------------------------------------------- | ------------------------------------------------------------------------- | ------------------------------------------------------------------------- |
| Nummer                                                                    | 5                                                                         | 6                                                                         | 15                                                                        | 22                                                                        | 23                                                                        | 30                                                                        | 37                                                                        | 35                                                                        | 32                                                                        | 34                                                                        | 37                                                                        | 57                                                                        | 64                                                                        | 75                                                                        | 95                                                                        | uit                                                                       | 99                                                                        | 90                                                                        | uit                                                                       | 100                                                                       | uit                                                                       | 47                                                                        | uit                                                                       |